# Westfield London
Westfield London est un centre commercial à Londres dans le quartier de Shepherd’s Bush (Royaume-Uni), il a ouvert en octobre 2008, Il contient 375 magasins différents. C'était le plus grand centre commercial en termes de taille d'Europe avant l'ouverture de Porto Veccio (Puerto Venicia) à Saragosse, cependant, Porto Veccio possède moins de commerces que Westfield, celui-ci en a environ 150.

## Transports
Deux stations de métro desservent le centre - Wood Lane ( Cercle et Hammersmith & City lignes ) sur le côté ouest, et la station Shepherds Bush ( Central Line ).
Il y a également 4 500 places de parking.

## Zone commerciale

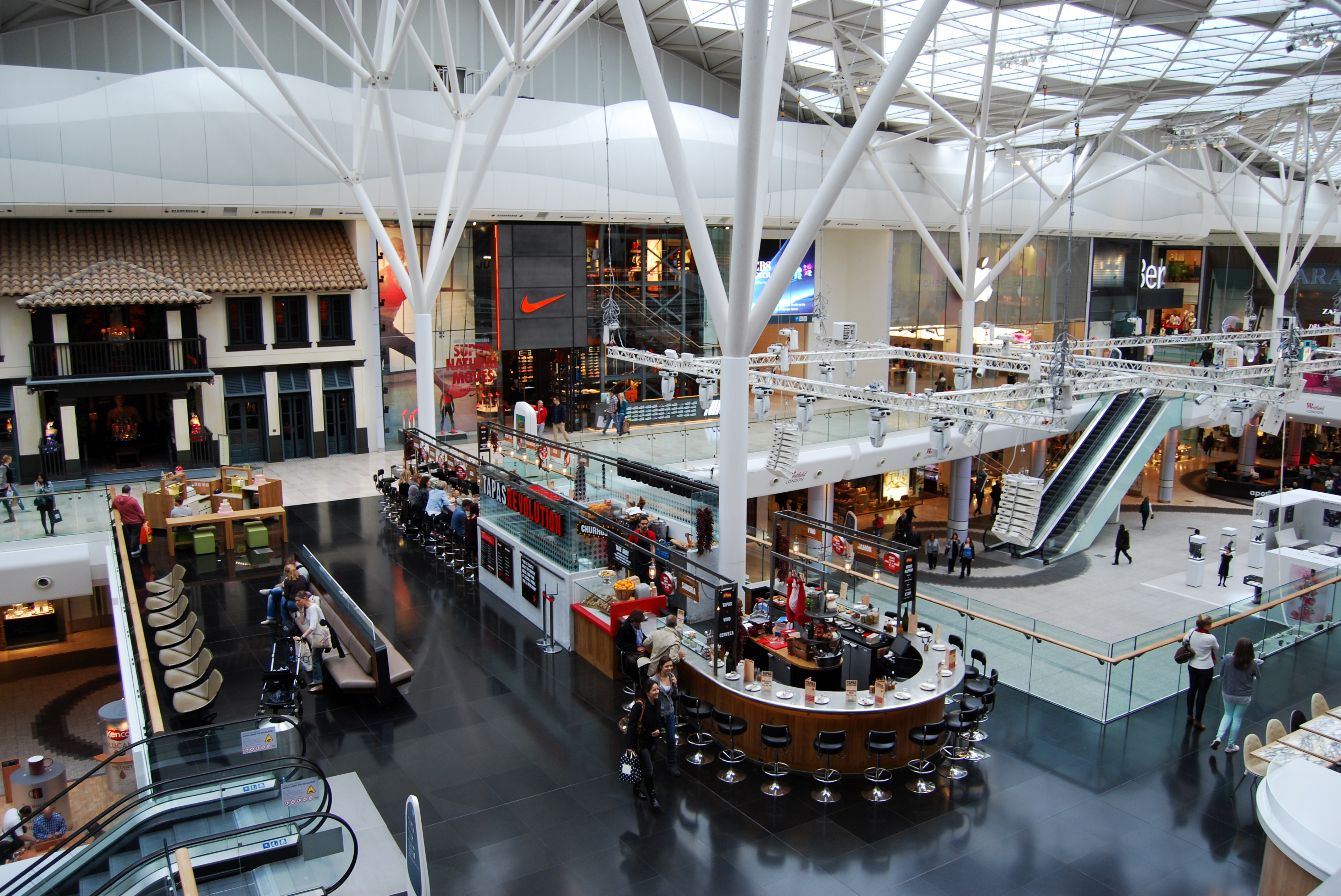
Zone commerciale

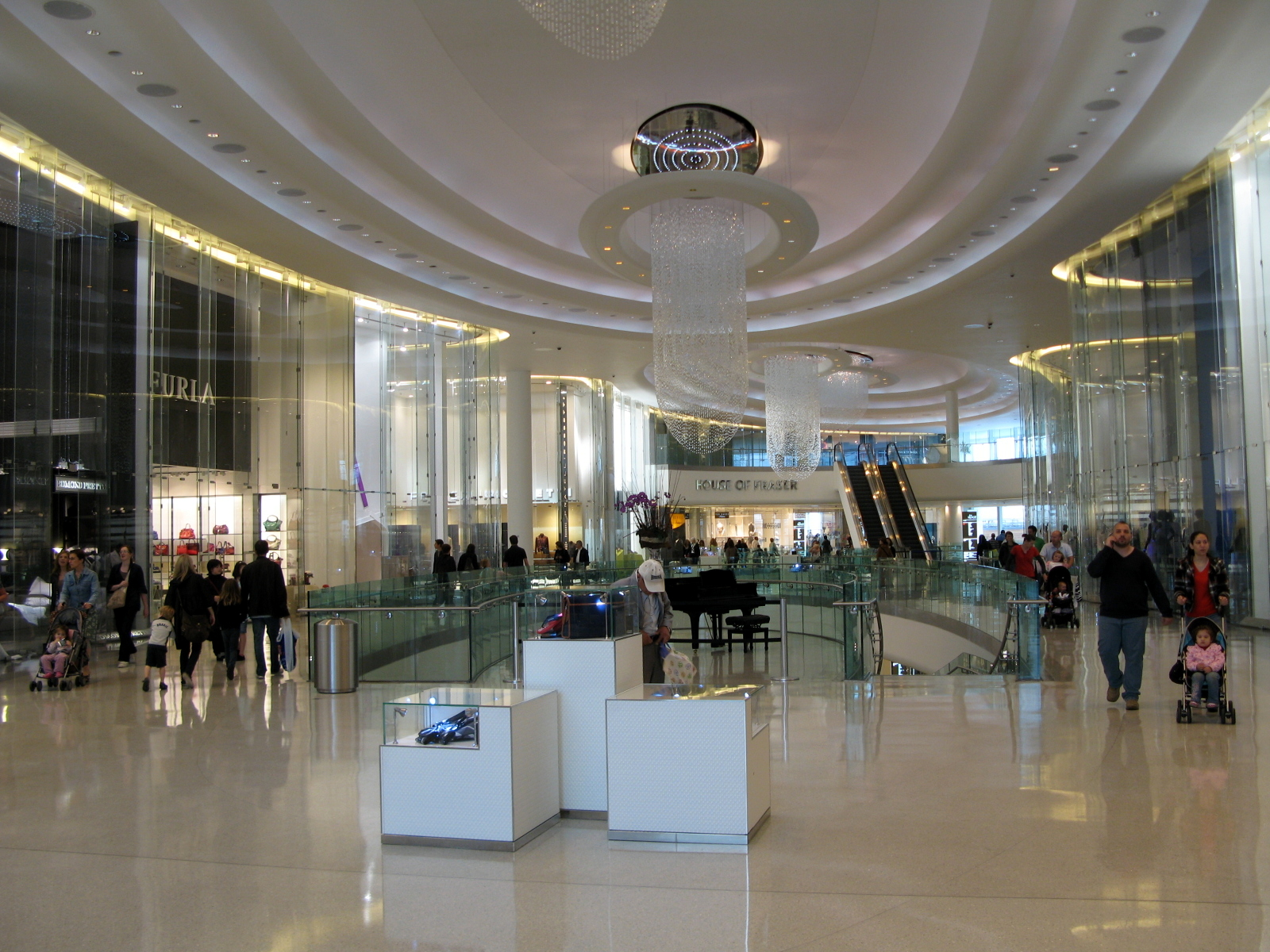
The Village

Le centre complété dispose d'environ 375 espaces de vente, y compris All Saints, Apple, Bershka, Boots, Bose, Debenhams, Dorothy Perkins, Dwell, Early Learning Centre, Ernest Jones, fcuk, Geox, Gerry Weber, Habitat, Hackett, HMV , Hollister Co. , House of Fraser, H.Samuel, Jaeger, Kurt Geiger, Lego Store , Mamas & Papas, Mango, Marks & Spencer, Next, Nomination, Oakley, Reiss, River Island, Schuh, Starbucks Coffee, Topshop, Uniqlo, le cinéma multiplexe Vue, Waitrose et Zara.
The Village est la zone haut de gamme du centre commercial. On y trouve des marques telles que Burberry, De Beers, Dior, Gucci, Louis Vuitton, Miu Miu, Mulberry (en) ou Tiffany & Co.

## Vue Digital Cinema
En février 2010 Vue Cinemas ouvre un cinéma de 17 salles dont 5 en 3D. Avec une capacité de 3 000 places, il est l'un des plus grands cinémas d'Europe.

## Projets futurs
Actuellement[Quand ?], le groupe Westfield envisage une extension du centre commercial comprenant un nouvel espace de vente au détail de 60 000 m2 et l'ouverture d'un grand magasin tel que John Lewis de 21 000 m2. Cette extension permettra de créer 6700 nouveaux emplois, ainsi qu'un nouveau quartier résidentiel.
Le projet devrait s’achever à l'horizon 2017, pour les fêtes de fin d'année.